# Thiepval
Thiepval is een gemeente in het Franse departement Somme (regio Hauts-de-France). De gemeente telt 121 inwoners (2009) en maakt deel uit van het arrondissement Péronne.

## Geschiedenis

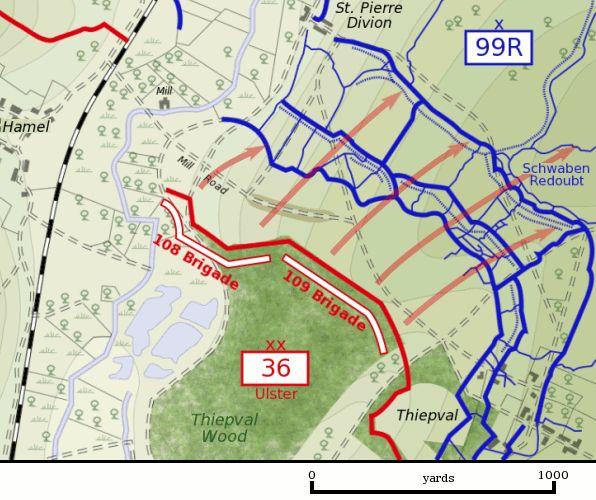
Front in Thiepval op 1 juli 1916. Rood: Britse frontlijn; blauw: Duitse loopgraven

Een oude vermelding van de plaats dateert uit de 13de eeuw als Thiebeval.
Tijdens de Eerste Wereldoorlog lag de gemeente aan het front. De Duitsers namen het gebied eind september 1914 in. Thiepval was een van de brandpunten van de Slag aan de Somme in 1916. De Britten begonnen hun aanvallen op 1 juli, maar pas eind september 1916 konden ze Thiepval innemen. Het dorp werd compleet verwoest. Van het voorjaar tot de zomer van 1918 viel Thiepval nog even terug in Duitse handen.

## Geografie
De oppervlakte van Thiepval bedraagt 4,5 km², de bevolkingsdichtheid is dus 28,4 inwoners per km² (per 1 januari 2011). De rivier de Ancre vormt de noordwestgrens van de gemeente. In het noorden van de gemeente ligt het gehucht Saint-Pierre-Divion.
De onderstaande kaart toont de ligging van Thiepval met de belangrijkste infrastructuur en aangrenzende gemeenten.

## Bezienswaardigheden
- De Église Saint-Martin

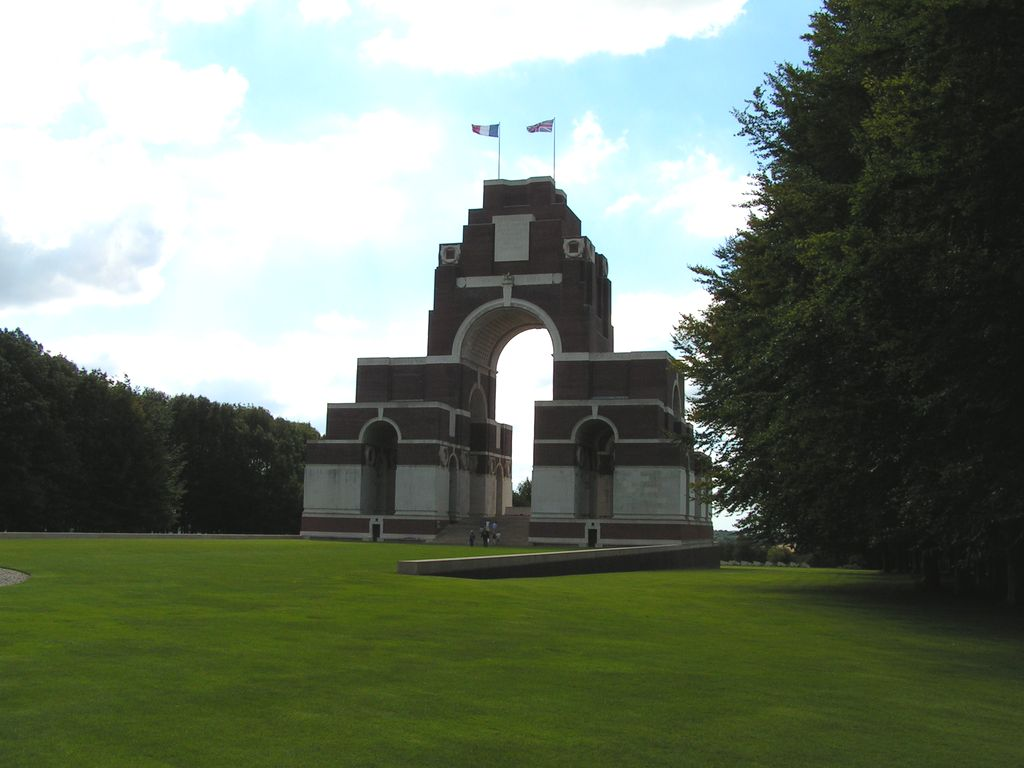
Thiepval Memorial

- Vlakbij staat het Thiepval Memorial, eigenlijk op het grondgebied van buurgemeente Authuille, een herdenkingsmonument voor meer dan 70.000 vermiste Britse militairen op de slagvelden van de Somme. Naast het monument bevindt zich een klein museum.
- De Ulster Tower, een herdenkingsmonument voor de 36th (Ulster) Division.
- De gemeente telt verschillende Britse militaire begraafplaatsen uit de Eerste Wereldoorlog:
  - Connaught Cemetery, met meer dan 1200 gesneuvelden
  - Mill Road Cemetery, met meer dan 1300 gesneuvelden
  - Thiepval Anglo-French Cemetery, met 300 Britse en 300 Franse gesneuvelden, ligt aan de voet van Thiepval Memorial, eigenlijk op grondgebied van Authuille.

## Demografie
Onderstaande figuur toont het verloop van het inwonertal (bron: INSEE-tellingen).